# Ruder-Weltmeisterschaften 1966
Die Ruder-Weltmeisterschaften 1966 wurden auf dem Bleder See bei Bled ausgetragen. Es waren die zweiten Ruder-Weltmeisterschaften überhaupt. Die Titel wurden in den sieben olympischen Bootsklassen vergeben, Ruderinnen und Leichtgewichtsruderer waren nicht am Start.
Der Weltruderverband FISA hob 1965 die Regelung auf, dass nur eine deutsche Mannschaft starten dürfe. Die Weltmeisterschaften in Bled waren für die Herren-Rudernationalmannschaft der DDR der erste Auftritt bei internationalen Meisterschaften als eigenständiges Team. Mit drei Goldmedaillen war die Mannschaft der DDR bereits bei ihrer Premiere bei Ruder-Weltmeisterschaften die erfolgreichste Mannschaft.

## Ergebnisse
| Bootsklasse                  | Gold | Silber | Bronze |
| ---------------------------- | --- | --- | --- |
| Einer (M1x)                  | Vereinigte Staaten Donald Spero | Niederlande Jan Wienese | BR Deutschland Jochen Meißner |
| Doppelzweier (M2x)           | Schweiz Melchior Bürgin Martin Studach | Vereinigte Staaten Seymour Cromwell James Storm | Deutsche Demokratische Republik Manfred Haake Jochen Brückhändler |
| Zweier ohne Steuermann (M2-) | Deutsche Demokratische Republik Peter Kremtz Roland Göhler                                                                                      | Österreich Dieter Losert Dieter Ebner | Sowjetunion Wiktor Suslin Boris Fjodorow |
| Zweier mit Steuermann (M2+)  | Niederlande Hadriaan van Nes Jan van de Graaff Poul de Haan (Stm.)                                                                              | Frankreich Jacques Morel Georges Morel Gilles Florent (Stm.) | Italien Primo Baran Renzo Sambo Enrico Pietropolli (Stm.) |
| Vierer ohne Steuermann (M4-) | Deutsche Demokratische Republik Frank Forberger Frank Rühle Dieter Grahn Dieter Schubert                                                        | Sowjetunion Zigmas Jukna Antanas Bagdonavičius Wolodymyr Sterlyk Juozas Jagelavičius                                                                                  | Niederlande Maarten Kloosterman Roelof Luynenburg Eric Niehe Rudolf Stokvis |
| Vierer mit Steuermann (M4+)  | Deutsche Demokratische Republik Hanno Melzer Horst Bagdonat Helmut Hänsel Karl-Heinz Grzeschuchna Klaus-Dieter Ludwig (Stm.)                    | Sowjetunion Anatoli Tkatschuk Witali Kurdtschenko Boris Kusmin Wladimir Jewsejew Anatoli Lusgin (Stm.)                                                                | Jugoslawien Boris Ercegović Predrag Savić Ivo Juginović Frane Kazija Ljubomir Curović (Stm.)                                                                                     |
| Achter (M8+)                 | BR Deutschland Horst Meyer Dirk Schreyer Michael Schwan Ulrich Luhn Peter Hertel Rüdiger Henning Lutz Ulbricht Peter Kuhn Peter Niehusen (Stm.) | Sowjetunion Juri Tschodorow Andris Priedītis Alexander Martyschkin Arkadi Kudinow Elmārs Rubīns Wladimir Rikkanen Wiktor Suslin Pawel Iljinski Wiktor Michejew (Stm.) | Deutsche Demokratische Republik Joachim Böhmer Wolfgang Schulz Jörg Lucke Kurt Wunderlich Erich Wunderlich Klaus-Dieter Bähr Peter Hein Heinz-Jürgen Bothe Hartmut Wenzel (Stm.) |

## Medaillenspiegel
| Platz | Land                            | Gold | Silber | Bronze | Gesamt |
| ----- | ------------------------------- | ---- | ------ | ------ | ------ |
| 1     | Deutsche Demokratische Republik | 3    |        | 2      | 5      |
| 2     | Niederlande                     | 1    | 1      | 1      | 3      |
| 3     | Vereinigte Staaten              | 1    | 1      |        | 2      |
| 4     | BR Deutschland                  | 1    |        | 1      | 2      |
| 5     | Schweiz                         | 1    |        |        | 1      |
| 6     | Sowjetunion                     |      | 3      | 1      | 4      |
| 7     | Österreich                      |      | 1      |        | 1      |
| 7     | Frankreich                      |      | 1      |        | 1      |
| 9     | Italien                         |      |        | 1      | 1      |
| 9     | Jugoslawien                     |      |        | 1      | 1      |
| Summe | Summe                           | 7    | 7      | 7      | 21     |